# جوآن کرول
یونا جوآن کرول (زادهٔ ۱۵ ژوئن ۱۹۲۸) یک پزشک و رادیولوژیست استرالیایی بود که در سونوگرافی و ماموگرافی تخصص داشت. خارج از پزشکی، او یک فعال محیط زیست و یکی از ۱۳ زنی بود که پارک کلیز بوش در سیدنی را خطر نابودی نجات دادند.

## اوایل زندگی و تحصیلات
یونا جوآن هالیدی در سیدنی و در تاریخ ۱۵ ژوئن سال ۱۹۲۸ به دنیا آمد. او تا مقطع کارشناسی در دانشگاه سیدنی در رشته قایقرانی تحصیل کرد. اما تغییر رشته داد و پس از دریافت مدرک پزشکی خود در سال ۱۹۵۲، او برای مدت کوتاهی به عنوان آسیب‌شناس در بخش شمالی استرالیا کار کرد اما پس از مدت کوتاهی به سیدنی بازگشت. در سال ۱۹۵۵، او با فرانک جیمز کرول، که یک دانشجوی پزشکی در تخصص قلب و عروق بود، ازدواج کرد و متعاقباً سیزده سال را به عنوان مادر تمام وقت برای چهار فرزندش گذراند و فعالیت‌های خود را در پزشکی تا ۴۷ سالگی به تأخیر انداخت.

## فعالیت‌های زیست‌محیطی
در اوایل دهه ۱۹۷۰، کرول به یکی از ۱۳ زن فعال محیط زیست معروف به «مبارزان برای حفظ پارک کلیز بوش» تبدیل شد که علیه توسعه شهری در قطعه‌ای از بوته زارهای بومی استرالیا که در کنار رودخانه پاراماتا در هانترز هیل قرار داشتند، مبارزه می‌کردند. تلاش آنها منجر به اجرای اولین ممنوعیت گسترش شهری در استرالیا شد. به این ممنوعیت گسترش شهری، ممنوعیت سبز می‌گفتند. این حفظ موفقیت‌آمیز پارک کلیز بوش، راه را برای تعدادی از اقدامات مشابه با اجرای طرح ممنوعیت سبز هموار کرد که بر استفاده از زمین و طرح‌های توسعه مجدد در سیدنی و اطراف آن بسیار تأثیر گذاشت. در حالی که اجازه توسعه املاک و مستغلات بیشتری در آن محل‌ها داده نشد، پارک کلیز بوش بعداً توسط دولت خریداری شد تا به فضای باز عمومی تبدیل شود. منطقه محافظت شده کلیز بوش توسط داوطلبان محلی موسوم به «دوستان کلیز بوش» و با همراه کرول به عنوان رئیس افتتاحیه در سال ۱۹۹۶ افتتاح شد. او بعداً اظهار داشت که مشارکت او در نجات کلیز بوش مهم‌ترین کاری است که انجام داده. در سال ۲۰۲۱، دقیقاً یک سال قبل از مرگش او در جشن ۵۰ سالگی حفظ پارک کلیز بوش شرکت کرد.

## فعالیت‌های پزشکی
در سال ۱۹۷۵، کرول برای مدیریت اجرای برنامه غربالگری سلامت پستان در سیدنی منصوب شد و در سال ۱۹۷۸ مدیرکل کلینیک‌های تخصصی سلامت پستان در سیدنی شد. در سال ۱۹۹۴، او در مرکز خدمات بهداشتی منطقه سیدنی مشغول به کار شد، در حالی که به عنوان مشاور رادیولوژیست در کلینیک پستان اسکوئر سیدنی نیز فعالیت داشت. با گذشت سال‌ها، این کلینیک به یک مرکز آموزشی برجسته در زمینه رادیولوژی تبدیل شد. در این کلینیک، کرول به عنوان یکی از پیشگامان ماموگرافی استرالیا، ترویج دهنده سونوگرافی پستان و غربالگری زنان بر اساس ماموگرافی بود. او به ایجاد مرکز ملی ماموگرافی در استرالیا کمک بسیاری کمک کرد و تبدیل به یکی از اجرا کنندگان اصلی برنامه غربالگری سرطان سینه در استرالیا شد.
کرول در مراسم افتخارات روز استرالیا در سال ۱۹۹۶ به دلیل «خدمت به پزشکی، به ویژه در زمینه‌های ماموگرافی و سونوگرافی» نشان استرالیا را دریافت کرد.او پس از مدتی در سال ۱۹۹۷ بازنشسته شد.

## زندگی شخصی و مرگ
کرول به عنوان نویسنده‌ای پرکار به دلیل مقالات چاپ شده‌اش در سیدنی مورنینگ هرالد شناخته می‌شد. مقالات او دربارهٔ محیط زیست و مسائل مختلف دیگر مرتباً توسط روزنامه منتشر می‌شد.
جوآن و فرانک کرول مجموعه داران آثار هنری بودند و این زوج اعضای یک سندیکای خرید آثار هنری از صاحب نظران و سرمایه گذاران هنر استرالیایی بودند. بخش‌هایی از مجموعه آنها به گالری‌های هنری اهدا شده است، از جمله پرتره جوآن در سال ۱۹۷۶ که توسط جان براک در گالری ملی پرتره استرالیا در کانبرا به نمایش گذاشته شده است.
جوآن کرول در ۱۴ فوریه ۲۰۲۲ در سن ۹۳ سالگی درگذشت. همسرش فرانک نیز در سال ۲۰۰۳ فوت کرده بود.